# Стиан Шерахауг
Стиан Шерахауг е норвежки гимнастик.
Той е трикратен победител в норвежкото национално първенство по спортна гимнастика за младши юноши и единствен представител на Норвегия в спортната гимнастика на олимпийските игри в Рио през 2016 година.

## Спортна кариера

### Дете и младши юноша
Започва да се занимава със спортна гимнастика, когато е седем-осемгодишен и заема върха в съответния възрастов диапазон. Печели сребро на националното първенство през 2005 година (златото взема Хокон Андреасен), а на следващата година печели Норвежката купа в Тронхайм във възрастова група 13 – 14 години. През 2006 година печели и Западното първенство. Същата година участва и на Скандинавското първенство за момчета до 14 години, където взема сребро и злато на успоредка, сребро на кон с гривни и бронз на земя и халки. През март 2007 година получава злато в две норвежки събития. На националното първенство за юноши младша възраст същата година става носител на бронзов медал за индивидуално и сребърен медал за отборно участие. Получава още бронз на земя и кон с гривни. Три поредни години, от 2008 до 2010, е първенец именно на националното за младши юноши.

### Старши юноша
През септември 2011 година печели националното първенство за юноши старша възраст. През ноември участва на Северноевропейското първенство в Упсала, където получава сребро на висилка и успоредка, бронз на халки и цялостно бронзово отличие.

### Мъж
Участва в световното първенство в Нанин през 2014 година и в Европейските игри в Баку през 2015 година. Стиан успешно взема квота за Олимпиадата в Рио през 2016 година, за която се бори със своите приятели Пиетро Джакино и Маркус Конради; от 2000 година насам на олимпийски игри норвежки представител в спортната гимнастика не е имало, а през 2016 година е единствен такъв. На първите си игри обаче отпада в квалификациите.
Идолът на Стиан е Кохей Учимура, японски гимнастик. Освен родния норвежки говори и английски. Обича да прекарва време с приятели, да гледа филми.